# 埃琳·菲利普斯
埃琳·菲利普斯（英語：Erin Phillips，1985年5月19日—），澳大利亚女子篮球运动员。她曾代表澳大利亚国家队参加2008年和2016年夏季奥林匹克运动会篮球比赛，其中2008年奥运会获得一枚银牌。